# 太った男性の肖像
『太った男性の肖像』（ふとっただんせいのしょうぞう、独: Bildnis eines feisten Mannes、 西: Retrato de un hombre robusto、 英: Portrait of a Fat Man）、または『ロベール・ド・マミーヌの肖像』 （ロベール・ド・マミーヌのしょうぞう、独: Bildnis des Robert de Masmines、 西: Retrato de Robert de Masmines、 英: Portrait of Robert de Masmines）は、初期フランドル派の画家ロベルト・カンピンに帰属される2点のほぼ同じ作品の名称である。両作とも1425年ごろ、板上に油彩で描かれており、それぞれベルリン絵画館とマドリードのティッセン＝ボルネミッサ美術館に所蔵されている。
マドリードにある作品は、1957年までベルギーの個人コレクションに所蔵され、広く知られていなかった。ベルリンとマドリードの作品は、1961年にロンドン・ナショナル・ギャラリーで初めて並べて展示された。両作は同様の質で同じ手になるものと考えられ、どちらかが工房の作品であるとは思えない。しかしながら、初期の名高い画家の手になる2点のほぼ同じ作品の存在は、依頼、制作年、来歴に関して美術史家たちを虜にしてきた。

## 作品
これらの肖像画は、人物の顔立ちの綿密でリアルな観察によって名高い。へつらい、または理想化へのいかなる試みも見られず、その代わりにモデルの人物はおそらくあるがままに描かれている。肥満体型、突き出た鼻、重たげな下顎、二重顎、無精髭、「肉付きのいい、似つかわしくない視線」が描かれているのである。それらは、この絵画に現代人が魅力的とは思わない性質を与えている。
しかしながら、この肖像画を皮肉的、嘲笑的、批判的なものとして見ることはできない。男性は抜け目のない外見をしており、賢く、理性的な目を持っている。明るい色を背景にした虎刈りの髪型は作為的なものにみえ、おそらく彼の存在感とカリスマ性を伝えるように意図されたものである。
この肖像画は、非常に背景を切り詰めている構図と薄い色彩の背景によって大部分の初期フランドル派の肖像画とは異なっており、その構図と色彩の特質により人物の存在感がいや増している。すべての初期フランドル派の肖像画の中でも、ロヒール・ファン・デル・ウェイデン周辺の画家たちの3点の作品にしか見られない白色の背景は、この人物の頭部の輪郭を見事に強調している。
人物をブルゴーニュ公国の騎士で、エノー伯領の知事であるロベール・ド・マミーヌ (1387年ごろ–1430年、または1431年没) とすることを提案したのは、ジョルジュ・ユラン・デ・ローである。それは、人物が16世紀のルクイユ・ダラスの写本にある、ジャック・ルブック (Jacques Leboucz) に帰属されるロベール・ド・マミーヌの肖像素描と類似していることによる。しかしながら、この仮説は決定的なものではなく、広く受け入れられているわけでもない。